# Festival de Gnaua y Músicas del Mundo de Esauira
El Festival de Gnaua y Músicas del Mundo de Esauira, antes Festival Gnawa de Esauira nació en la ciudad de Esauira (Marruecos) en 1998 para apoyar el patrimonio Gnawa en este país.
Se convirtió en un acontecimiento muy importante que ha ido creciendo gracias a la participación de músicos internacionales y la cantidad de personas que asisten al evento, cada vez más numerosa. Según datos estadísticos, en su primera edición contaron con 20.000 asistentes, creciendo en los últimos años hasta 400.000, teniendo éstos la posibilidad de adentrarse en el patrimonio histórico y cívico de Marruecos.
La época del año escogida para la celebración del Festival es la última semana del mes de junio. Su duración es de tres días aproximadamente y la entrada totalmente gratuita.
En este evento se da lugar una concentración de cientos de artistas tanto locales como internacionales que muestran un mestizaje musical con músicos con un gran repertorio de temas y estilos diferentes como jazz, pop, rock o reagge utilizando instrumentos como el laúd, el tambor a tres cuerdas (guembri), los crótalos (qraqeb) y los tambores (ganga) típicos de la música gnawa.
Los artistas participantes intercambian culturas y  conocimientos musicales con los gnawa: músicos magos, encantadores de serpientes, mediums y videntes de Esauira y seguidores del festival.
Este festival ha sido bautizado como el "Woodstock marroquí".

## Cultura Gnawa
El colorido de los vestidos y gorros de los músicos Gnawa, cubiertos de conchas, junto con los distintos sonidos de sus instrumentos proporcionan un espectáculo tanto auditivo como visual.
Algunos de los géneros más conocidos de la música marroquí proceden de la herencia clásica de Andalucía y reflejan la histórica relación de Marruecos con España. Otro aspecto importante pero a menudo olvidado género de la música es la de los Gnawa, que vinieron de África Occidental a Marruecos a través de la migración, tanto voluntaria como forzada. Aunque el Gnawa ya está plenamente integrado en la sociedad marroquí.